# Лазо Средановић
Лазо Средановић (Никшић, 19. септембар 1939 — Београд, 11. октобар 2022) био је српски стрипар, илустратор и карикатуриста. Најпознатији је по стрипском серијалу „Дикан“, једном од најомиљенијих стрипова у земљама бивше Југославије.

## Биографија
Лазо Средановић је школу за примењене уметности завршио 1960. године у Херцег Новом. У Београду 1965. дипломирао на Академији за примењену уметност, графички одсек у класи професора Михаила Петрова. Од ране младости показивао је интересовање за стрип, карикатуру и илустрацију.
Први стрип објавио у својој четрнаестој години у дечјем листу „Пионири“. Током студија радио илустрације и карикатуре за „Феријалац“, лист Феријалног савеза Југославије. Ту је редовно објављивао каишеве стрипа према сценарију Петра Марша. Илустровао већи број сликовница за децу. Стрип „Дикан“ црта од 1969. искључиво за Политикин Забавник. Сценарије за овај серијал су писали Никола Лекић, Нинослав Шибалић, Миленко Матицки, Бранко Ђурица, Слободан Ивков и сам Средановић.
Такође се бавио графичким дизајном и илустровањем уџбеника, часописа и сликовница за децу. Излагао је на многим салонима карикатуре у земљи и иностранству. Добитник је више награда и диплома.
Добитник је звања Витез од духа и хумора (Гашин сабор, 2018), који додељује Центар за уметност стрипа Београд при Удружењу стрипских уметника Србије и Дечји културни центар Београд
Његова супруга Миланка Средановић била је сликарка и модна креаторка СФР Југославије. Њихове су ћерке Катарина и Тамара.
Живео је и стварао у Крашићима (Бока которска) и Београду. Преминуо је 11. октобра 2022. године у КБЦ Земун у Београду.

## Одабрана дела
Монографска дела
- Средановић Лазо, Никола Лекић, Нинослав Шибалић, Миленко Матицки и др. Дикан (књига 1, 1969-1971), „Еверест Медиа“, Београд, 2013.
- Средановић Лазо, Никола Лекић и др. Дикан (књига 2, 1971-1983), „Информатика” и „Еверест Медиа“, Београд, 2015.